# Xã Ridge, Quận Van Wert, Ohio
Xã Ridge (tiếng Anh: Ridge Township) là một xã thuộc quận Van Wert, tiểu bang Ohio, Hoa Kỳ. Năm 2010, dân số của xã này là 3.192 người.